# Eremophila glutinosa
Eremophila glutinosa är en flenörtsväxtart som beskrevs av R.J. Chinnock. Eremophila glutinosa ingår i släktet Eremophila och familjen flenörtsväxter. Inga underarter finns listade i Catalogue of Life.